# Pak Seung-jin
Dans ce nom coréen, le nom de famille, Pak, précède le nom personnel.
Pak Seung-jin, parfois orthographié Pak Seung-zin (né le 11 janvier 1941 et mort le 5 août 2011), est un footballeur nord-coréen.

## Biographie
Numéro 8 et un des joueurs vedettes de l'équipe nord-coréenne, première équipe asiatique à se qualifier pour la phase finale, qui accéda aux quarts de finale de la Coupe du monde de football de 1966 en l'emportant sur l'Italie, Pak Seung-jin marque un but lors du match de qualification contre le Chili (1-1), et un but après 50 secondes de jeu contre le Portugal en quarts de finale, au cours duquel les Nord-Coréens, après avoir mené jusqu'à 3-0, furent finalement battus 5-3.
Selon le documentaire des réalisateurs Nick Bonner et Daniel Gordon sur le parcours de l'équipe nord-coréenne, la population ouvrière de la ville britannique de Middlesbrough se serait identifiée à l'équipe nord-coréenne, et notamment à ses deux principaux joueurs Pak Doo-ik et Pak Seung-jin.
Selon Kang Chol-hwan (en), réfugié politique nord-coréen cité par Pierre Rigoulot, dans son livre Les aquariums de Pyongyang, Pak Seung-jin fut envoyé au camp de concentration n° 15 de Yodok, où ils se seraient rencontrés en 1987. Kang Chol Hwan raconte que le joueur avait alors déjà passé 12 ans dans ce goulag et qu'il était très affaibli. Mais, selon d'autres footballeurs de la fameuse équipe, interviewés en Corée du Nord pour le documentaire The Game of Their Lives réalisé par Daniel Gordon en 2002, les propos de Kang Chol Hwan seraient issus de la propagande de la Corée du Sud, et Pak Seung Jin entraînerait actuellement un club de Pyongyang. Il est décédé le 5 août 2011.